# Bobby Robson
Sir Robert William "Bobby" Robson conhecido como Bobby Robson, Kt., CBE (Sacriston, 18 de fevereiro de 1933 — County Durham, 31 de julho de 2009), foi um futebolista e treinador do futebol inglês.
Robson sofria de surdez parcial em um ouvido, o que o tornou inelegível para ser convocado para o serviço militar.

## Carreira
Robson fez parte do elenco da Seleção Inglesa de Futebol que disputou a Copa do Mundo de 1958 e 1962.

### Treinador
Robson foi um dos técnicos mais respeitados do futebol mundial, após uma carreira de jogador que teve passagens por West Bromwich e Fulham, além de 20 partidas pela Inglaterra.
Ele assumiu o pequeno Ipswich Town em 1969 e fez do time candidato a títulos. Conquistou a Copa da Inglaterra em 1978 e, após vencer a Taça UEFA em 1981, assumiu a seleção inglesa no ano seguinte.

#### Seleção Inglesa
Foram oito anos à frente do English Team, que chegou às semifinais da Copa do Mundo de 1990, na Itália, e perdeu a semifinal nos pênaltis contra a Alemanha Ocidental, que seria campeã.

### Últimos trabalhos
Desde então, dirigiu equipes como PSV, Sporting Clube de Portugal, FC Porto, Barcelona e Newcastle, este último de sua terra natal. Seu último trabalho foi como consultor técnico da seleção irlandesa.

## Honrarias
Foi condecorado com a Ordem do Império Britânico em 1990 e com o título de cavaleiro em 2002, ambos pelo seu serviço ao futebol. Deu por terminada a sua carreira de treinador em 2004, quando orientava o Newcastle United.

## Morte
Morreu em 31 de julho de 2009, aos 76 anos, após uma longa batalha contra o câncer nos pulmões que já se estendia desde 1991. O anúncio foi feito por sua família através de um comunicado.
"É com grande tristeza que anunciamos hoje que Bobby Robson perdeu a longa e corajosa luta contra o câncer", diz a nota. "Ele morreu em paz nesta manhã, em sua casa, com sua esposa e família a seu lado".

## Títulos
Ipswich Town
- Texaco Cup: 1973
- FA Cup: 1978
- Taça UEFA: 1980-81

Inglaterra
- Rous Cup: 1986,  1988, 1989

PSV
- Campeonato Neerlandês: 1990-91, 1991-92

Porto
- Campeonato Português: 1994-95, 1995-96
- Taça de Portugal: 1994

Barcelona
- Supercopa da Espanha: 1996
- Copa do Rei: 1997
- Recopa Europeia: 1996-97